# Колобжег
Колобжег (пољ. Kołobrzeg) је град у Пољској у Војводству Западно Поморје у Повјату колобжеском. Према попису становништва из 2011. у граду је живело 47.129 становника.
За вријеме раног средњег вијека, словенски Поморани су основали насеље на мјесту данашњег Будзистова. Дитмар од Мерсебурга је насеље први пут споменуо под именом Salsa Cholbergiensis. Око године 1000. је било под пољском влашћу и постало сједиште бискупије Колобжег. У развијеном средњем вијеку град се проширио неколико километара на сјевер и служио као упориште у њемачком продору на Исток добивши повељу у складу с либечким правом. Град се касније придружио Ханзи. Када је настало Војводство Померанија, Колберг је постао градско средиште секуларне власти бискупа Камина и њихово пребивалиште за вријеме развијеног и касног средњег вијека. Када је Колберг био дио бранденбуршке Помераније у раном новом вијеку, одупро се налету пољских и Наполеонових трупа у опсади Колберга. Од 1815. је био дио пруске провинције Помераније. У 19. вијеку се у граду почиње организовати пољска заједница. Послије доласка нациста на власт у Њемачкој, Пољаци и Јевреји су постали мета дискриминације, а на крају и геноцида. Када су град 1945. заузеле пољске и совјетске трупе, он је припојен Пољској, док је њемачко становништво протјерано. Град који је прије тога уништен у бици за Колберг, је у поратном периоду обновљен, али је изгубио статус регионалног сједишта у корист оближњег Кошалина.

## Становништво
Према прелиминарним подацима са пописа, у граду је 2011. живело 47.129 становника.
| 2002.  | 2011.  | 2012.  |
| ------ | ------ | ------ |
| 44.947 | 47.129 | 46.951 |

## Партнерски градови
- Барт
- Бад Олдесло
- Панков
- Koekelberg
- Фолоника
- Ландскруна
- Nexø
- Ниборг
- Пори
- Симрисхамн
- / Феодосија